# Stadium Lille Métropole
Pour les articles homonymes, voir Stadium et Stadium métropolitain.
Le Stadium, anciennement appelé Stadium Nord ou Stadium Lille Métropole , est un stade d'athlétisme, de rugby à XV et de football de Villeneuve-d'Ascq (Nord). Les matchs du Lille Métropole rugby club villeneuvois en Élite 1 et de l'Olympique marcquois rugby
en Nationale ainsi que de grands meetings d'athlétisme s'y déroulent.
Il fait partie d'un complexe sportif dénommé à l'origine Centre olympique de Lille-Est, qui s'étale sur cinq hectares et comprend en plus du stade trois terrains gazonnés et un terrain synthétique, de nombreux locaux dont une salle de soins et une salle de musculation. Ces caractéristiques lui permirent d'accueillir une partie du centre de formation du LOSC jusqu'au regroupement au domaine de Luchin à Camphin-en-Pévèle.
À l'origine destiné à l'athlétisme, et accessoirement aux sports collectifs, il a été conçu par l'architecte Roger Taillibert, architecte également du Parc des Princes et du stade olympique de Montréal. Il a été occupé de 2004 à 2012 par le LOSC, dans l'attente de la construction de son nouveau stade, le Stade Pierre-Mauroy, à proximité.

## Histoire
Le stade a été construit en 1975, inauguré le 29 mai 1976 par Arthur Notebart (président de la communauté Urbaine de Lille) -  en présence notamment de Paul-Mary Delannoy (président du LOSC), Pierre Mauroy et François Jouvenet - et ouvert le 25 juin 1976 avec les Championnats de France d'athlétisme. Il pouvait contenir à l'origine 35 000 spectateurs. Il portait alors le nom de Complexe olympique de Lille-Est.
Dans les années 1980 et 1990, le stade connaît diverses extensions. Le projet le plus ambitieux était celui pour la candidature lilloise pour les Jeux olympiques de 2004 où le stade, profitant de son statut olympique, aurait été temporairement agrandi à 65 000 places. Il s'appellera Stadium Nord jusque 2006.
En 1996, Marie-José Pérec réalise au stadium, comme Chantal Réga vingt ans auparavant, le record de France du 200 mètres sur piste extérieure. Elle s'en souvient comme étant « vraiment l’une des plus belles courses de [s]a carrière » et pense que l'engouement du public villeneuvois a joué un rôle dans ce succès.
En 2003, le stade est restauré et mis aux normes pour pouvoir accueillir jusqu'à 21 650 spectateurs, avec l'ajout de 10 000 sièges, et la réalisation d'un nouveau parvis.
En 2006, alors qu'il accueille depuis la deuxième année consécutive le LOSC qui ne peut plus jouer à Grimonprez-Jooris, il est rebaptisé Stadium Lille Métropole.
En 2007, deux écrans géants sont installés.
En 2010, une nouvelle piste d'athlétisme est installée, présentant les mêmes qualités que celle des championnats du monde 2009 de Berlin, dans le but de préparer la reconversion du stadium après le départ du LOSC en 2012.
Fin 2012, la ligue régionale d'athlétisme s'est installée dans le Stadium Nord.

## Football

### Le Stadium et le LOSC Lille Métropole

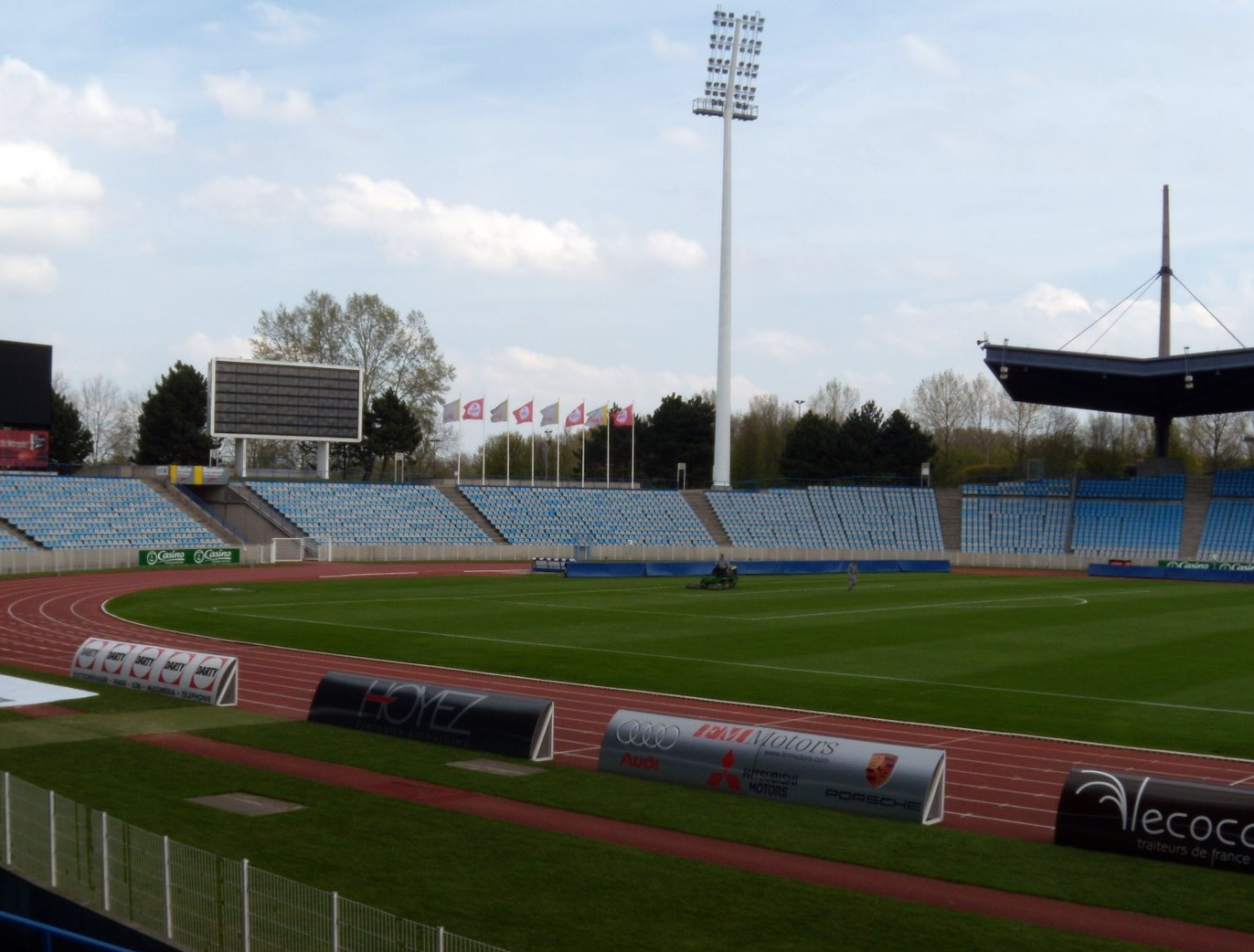
Le Stadium Nord vide, en 2009.

Le 22 septembre 1995, le Stadium a accueilli le Derby du Nord entre Lille et Lens.
Pour la saison 2004-2005, le Stadium doit accueillir provisoirement l'équipe professionnelle de football de Lille, le temps de rénover le stade Grimonprez-Jooris. Mais ce projet échoue, le permis de construire étant jugé illégal. Le Stadium devient donc, jusqu'à la construction d'un nouveau stade (le Grand Stade Lille Métropole, également situé à Villeneuve-d'Ascq, commencé en 2009), le stade permanent du LOSC en Ligue 1 pour toutes les rencontres où il est homologué.
Le LOSC a joué tous les matchs à domicile de Ligue 1, Coupe de France, Coupe de la Ligue, Coupe Intertoto et de Ligue Europa depuis la saison 2004-2005 au Stadium Lille Métropole de Villeneuve-d'Ascq, à l'exception des matchs de Ligue 1 du 1er mars 2008 et du 7 mars 2009 contre l'Olympique lyonnais qui se sont joués au Stade de France.
Le Stadium Lille Métropole est souvent critiqué par les amateurs de football pour son manque de confort. Ce stade n'est pas spécialement conçu pour le football et relativement ancien. Sa faible hauteur le rend très accessible aux vents, refroidissant considérablement la température dans les tribunes, et laissant les chants s'envoler. De plus, seules deux tribunes sur quatre sont couvertes. La piste d'athlétisme et la faible déclivité des tribunes donnent une mauvaise visibilité de derrière les buts, à tel point que les panneaux publicitaires peuvent cacher le ballon quand il approche la ligne de but.
Lorsque les émissaires de l'UEFA visitèrent le stadium en 2005 pour éventuellement l'homologuer pour la Ligue des champions, ils le comparèrent à un « stade de République tchèque ». Le stade ne fut pas homologué pour cette compétition majeure, par manque de sécurité, de places de parking et d'installations médias et de loges. En l'absence de stade aux normes pour disputer ses matchs de Ligue des champions, le club est obligé de se délocaliser lorsqu'il participe à la Ligue des champions de l'UEFA. Ainsi il dispute ses matchs à domicile de la Ligue des Champions 2006-2007 au Stade Félix-Bollaert à Lens et ceux de la Ligue des Champions 2005-2006 au Stade de France à Saint-Denis. Néanmoins, divers travaux d'aménagement et de mises aux normes des équipements permettent au LOSC de mener sa campagne de Ligue des Champions 2011-2012 au Stadium Lille Métropole.
Côté rentabilité, l'absence de loges pénalise fortement l'installation. Dans une interview en juillet 2007  Xavier Thuillot, le président délégué du LOSC indiquait que le Stadium, en termes de capacité et de résultats économiques, était le dix-septième stade de Ligue 1.
Mais ce stade a par ailleurs été reconnu « meilleure pelouse de Ligue 1 » par les joueurs à l'occasion d'un sondage paru dans France Football. Il a été homologué pour tous les matchs de Ligue Europa (ex-Coupe de l'UEFA).
On notera que le Stadium Lille Métropole est aussi le stade de l'équipe de football LOSC Lille 2 sur un terrain annexe (terrain gazonné).
Le LOSC quitte ce stade le 20 mai 2012 sur un dernier succès, quatre buts à un contre l'AS Nancy-Lorraine.
Depuis 2015, l'équipe féminine du LOSC, en première ou deuxième division, joue ponctuellement au Stadium, ou sur un des terrains annexes. Le club lillois accueille notamment sur l'enceinte principale le PSG par deux fois, en janvier 2018 devant 2 262 spectateurs et en janvier 2019 devant 2 365 spectateurs,, ainsi que l'Olympique lyonnais en mars 2018 devant 2 793 spectateurs.

### Entente Sportive de Wasquehal
Le Stadium Lille Métropole fut le stade officiel de l'équipe de football Entente Sportive de Wasquehal de la saison 1997-98 à la saison 2004-05 incluse : l'équipe évoluait alors en Ligue 2 puis en National. Depuis la saison 2005-06 et sa relégation en Championnat de France amateur, l'Entente Sportive de Wasquehal joue sur un terrain annexe du Stadium Lille Métropole.

### Royal Excelsior Mouscron
En 1997, le Stadium Lille Métropole a été choisi pour être le stade des matchs à domicile pour l'équipe de football Royal Excelsior Mouscron pour les matchs de Coupe UEFA 1997-1998 (aujourd'hui Ligue Europa),. Finalement, les Belges n'y ont joué qu'un match contre Apollon Limassol, étant donné que l'UEFA a décidé que le match contre le FC Metz se jouerait au stade mouscronnois des Cannoniers et que le Royal Excelsior Mouscron s'est par la suite fait éliminer de la compétition.

### Matchs européens au Stadium

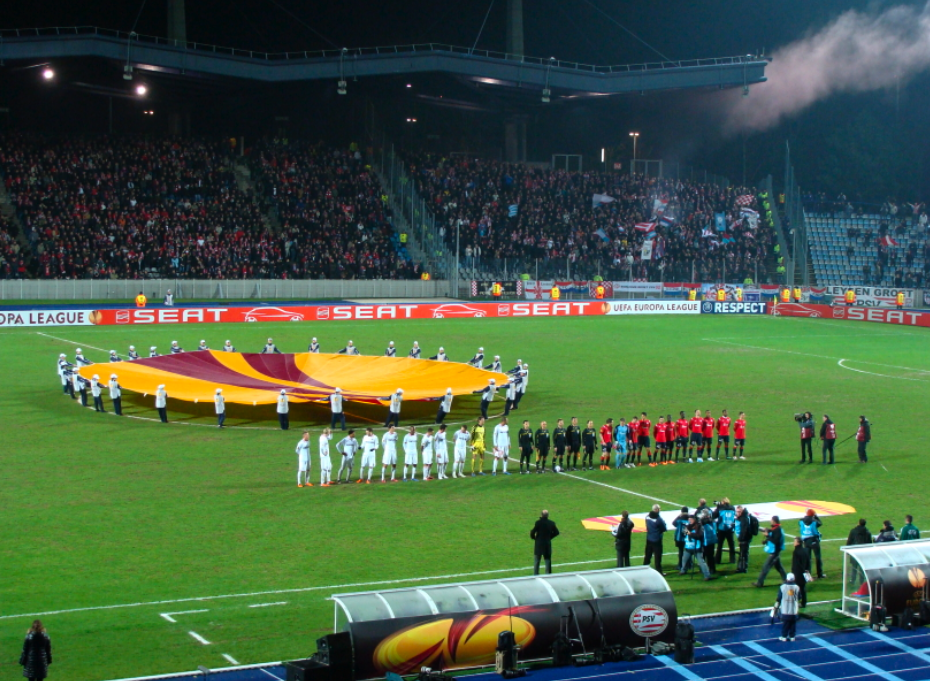
Match de Ligue Europa entre le LOSC et le PSV Eindhoven

Le Royal Excelsior Mouscron a disputé un match de Coupe UEFA 1997-1998 au Stadium. Le LOSC a disputé au Stadium tous ses matchs à domicile de Coupe Intertoto 2004, de Coupe UEFA 2004-2005, de Coupe UEFA 2005-2006 et de Ligue Europa 2009-2010. Lors de la saison 2011-2012, les matchs du LOSC en Ligue des Champions se sont déroulés au Stadium. En 2016 à l'occasion de la réception du FK Qabala (club Azerbaïdjanais) dans le cadre du 3e Tour Préliminaire de la Ligue Europa, le LOSC revient le temps d'un match au Stadium, les Lillois concèdent le nul un partout avant de se faire éliminer au retour à Bakou.

### Autres matchs importants
- Match amical de football France - Tunisie (2-0) le 19 mai 1978[23].
- Match amical de football France - Arménie (2-0) le 5 juin 1996[23].

| N° | Date        | Match            | Score | Compétition  | Affluence |
| -- | ----------- | ---------------- | ----- | ------------ | --------- |
| 1  | 19 mai 1978 | France - Tunisie | 2-0   | Match amical | 35 000    |
| 2  | 5 juin 1996 | France - Arménie | 2-0   | Match amical | 21 479    |

- Le 29 mai 2010, la Fédération française de football y a organisé Festifoot féminin, un événement qui a rassemblé 500 footballeuses venues de toute la région[24]. Un tournoi était organisé, ainsi que divers matchs et des jeux festifs. L'Équipe de France de football féminin était présente ainsi que certaines footballeuses internationales telles que Marie Schepers du FCF Hénin-Beaumont[25]. L'événement a depuis été reconduit chaque année[26].
- Le 18 juin 2016, le terrain du Stadium sert aux entrainements des équipes de France et de Suisse, à la veille de leur confrontation comptant pour l'Euro 2016 (le terrain du stade Pierre-Mauroy étant trop abimé)[27].

## Autres manifestations sportives

### Athlétisme
- Meeting international d'athlétisme depuis 1988 (sous le nom de meeting open Gaz de France puis Open du Nord et actuellement meeting d'athlétisme Lille Métropole). Le meeting fait maintenant partie de la Ligue nationale d'athlétisme mise en place en 2007 ;
- Championnats de France d'athlétisme 1976, 1980, 1984 ;
- Coupe d'Europe des nations d'athlétisme 1995 ;
- Championnat du monde d'athlétisme handisport 2002 ;
- Championnats du monde d'athlétisme jeunesse 2011 ;
- Championnat de France interclubs et challenge interrégional handisport 2014[28] ;
- Championnats d'Europe d'athlétisme par équipes 2017.

### Rugby à XV
- Quart de finale de la Coupe du monde de rugby à XV 1991 entre l'équipe de Nouvelle-Zélande et celle du Canada (36 000 spectateurs)[29].
- Demi-finale de la Coupe d'Europe 2000-2001 entre le Stade français et la province du Munster.
- Matchs amicaux de l'équipe A de France de rugby.
- Matchs des tournois moins de 17 ans de rugby en 2005.
- De septembre 2012 à 2016, le stadium accueille le Lille Métropole rugby dans le cadre du championnat de Fédérale 1[30],[31].
- Depuis 2016, le club féminin Lille Métropole rugby club villeneuvois (LMRCV) joue régulièrement des matchs d'Élite 1 au stadium.
- Le 23 février 2019, le stadium accueille la 3e journée du Tournoi des Six nations féminin entre la France et l'Écosse.
- En février 2026, le stadium accueillera un match du Tournoi des Six Nations des moins de 20 ans entre la France et l'Italie[32].

Le Stadium accueille depuis la fin des années 2010 l'Olympique marcquois rugby (OMR), qui évolue d'abord en Fédérale 2, puis en 2020 en Fédérale 1 et depuis 2024 en Nationale.

### Autres sports collectifs
- Stade des Vikings de Villeneuve d'Ascq (football américain) terrain annexe en synthétique, jusqu'à la saison 2004-2005 où l'équipe déménage au stade Thery du quartier de Triolo.

## Autres manifestations

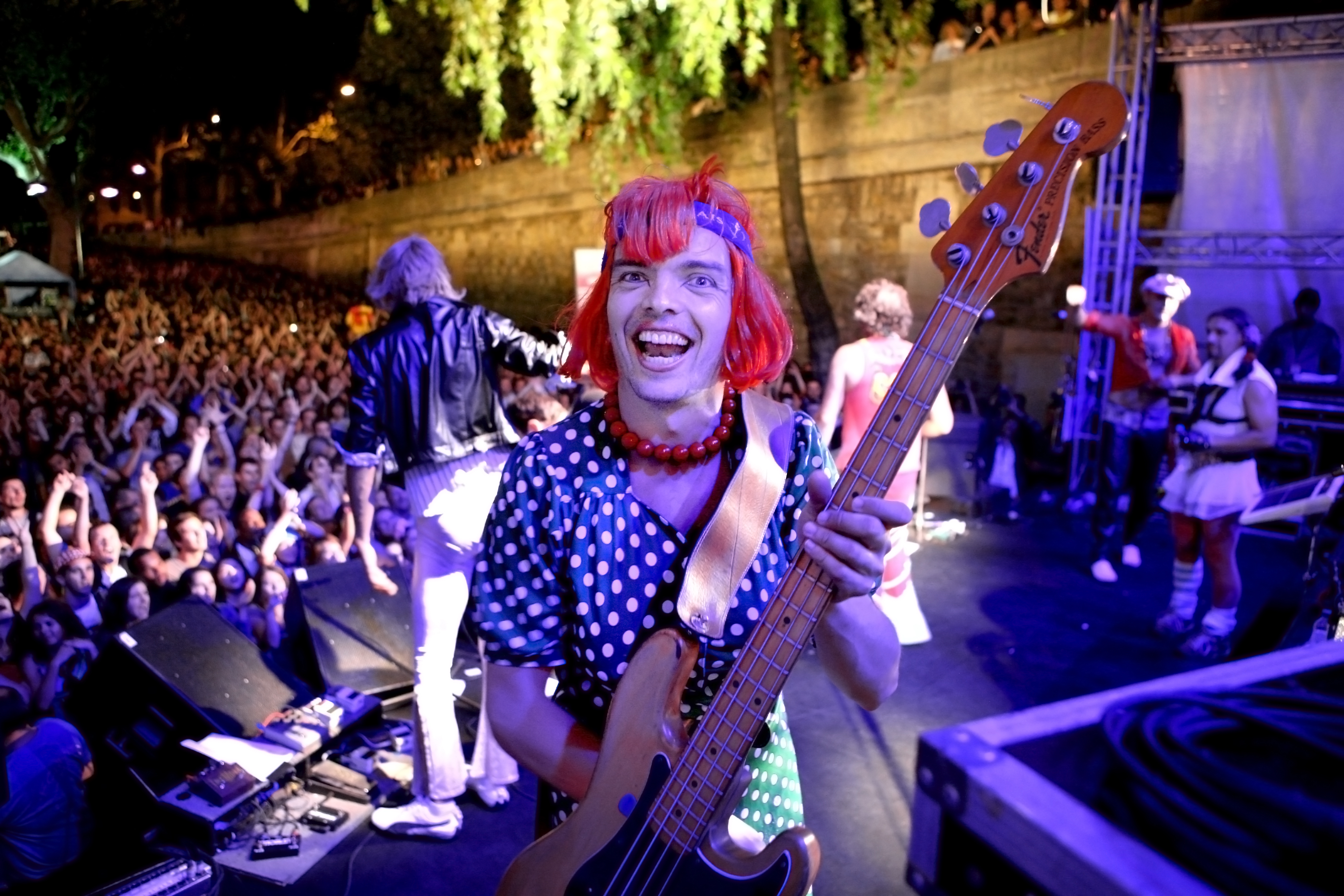
Marcel et son Orchestre

De nombreux concerts se sont déroulés au Stadium depuis les années 1980, notamment Johnny Hallyday (2003), Pink Floyd (1988,), Mano Negra, Marcel et son Orchestre (2000), Luciano Pavarotti (2002).

## Moyens d'accès
Le Stadium Nord est accessible par le boulevard du Breucq (RN 227). Il est conseillé, les soirs d'affluence, d'y accéder en transport en commun Ilévia.

### Métro
- Ligne 1 du métro, station Pont de Bois (puis correspondance avec les lignes de bus L6 ou 32).

### Bus (desserte directe)
Bus L6 ou 32 du réseau Ilévia, arrêt "Stadium".

### Bus (correspondances)
Bus 13 ou Corolle 3 du réseau Ilévia, arrêt "La Chesnaie" (400 m du stadium).
Bus 13, 34, 73 ou Corolle 3 du réseau Ilévia, ligne 876 du réseau interurbain Arc-en-Ciel 2, arrêt "Pont de Bois".